# Le Port de Dieppe
Le Port de Dieppe est un tableau réalisé par le peintre britannique Joseph Mallord William Turner en 1825 à Londres. De format horizontal, cette peinture à l'huile sur toile est une marine qui représente le port de Dieppe, dans la Seine-Maritime, en France. Un voilier occupe le centre de cette composition inspirée du Lorrain dont le sous-titre en langue française – Changement de domicile – se justifie par la présence d'un couple manipulant des objets sur la droite, comme pour un déménagement. L'œuvre est conservée depuis 1914 à la Frick Collection, à New York, dans l'État de New York, aux États-Unis.